# رايثيون تي-1 جايهوك
رايثيون تي-1 جايهوك (بالإنجليزية: Raytheon T-1 Jayhawk)‏ هي طائرة تدريب أنتجت في 1992 بالولايات المتحدة. من صناعة رايثيون. صنع منها 180 طائرة، وسعر الطائرة الواحدة منها هو 4.1 مليون دولار.

## المستخدمون
- القوات الجوية الأمريكية
- قوة الدفاع الذاتي الجوية اليابانية